# 기원 이야기
엔터테인먼트에서의 기원 이야기 또는 오리진 스토리(origin story)는 인물 혹은 단체가 주인공이나 반동인물이 되는 과정을 보여주는 배경 이야기로, 인물의 목적에 대한 이유를 제시하면서 이야기의 전반적인 흥미와 깊이를 더한다.
미국 코믹스에서는 캐릭터가 초능력을 얻는 경위나 슈퍼히어로나 슈퍼빌런이 된 경위가 나온다. 캐릭터를 새로운 상태로 유지하기 위해 카툰 회사, 게임 회사, 어린이 쇼 회사, 장난감 회사, 코믹스 회사 등의 여러 기업은 가장 오래된 캐릭터의 기원 이야기를 다시 쓰는 경우도 있다. 이렇게 쓰여진 새로운 캐릭터의 기원과 이전 설정이 모순되지 않도록 하는 세부 사항이 추가되고, 캐릭터를 완전히 다른 사람처럼 보이게 한다.

## 탐구
미국 펜실베니아주의 인디안나 대학의 알렉스 로마놀리(Alex Romagnoli) 교수와 지안 S. 파그누치(Gian S. Pagnucci) 교수는 저서 《Enter the Superheroes: American Values, Culture, and the Canon of Superhero Literature》에서 "슈퍼히어로 오리진 스토리의 본질과 이러한 기원 이야기가 어떻게 슈퍼히어로의 서사를 독특하게 만들어 주는지"에 대해 다룬다. 예를 들면, "슈퍼 히어로의 역사에 많은 것들이 남겨지면서 이야기가 매우 복잡해 지지만 이야기의 한 부분은 영원히 변하지 않고 중요하게 작용한다. '죽음' 이야기, 크로스오버, 이벤트 스토리, 복장 변경보다 훨씬 더 근본적인 이야기는 슈퍼히어로 존재의 핵심이다. 히어로의 기원은 캐릭터가 탄생한 당시의 사회적,역사적 맥락을 반영할 뿐만 아니라 무엇이 슈퍼히어로의 이야기를 특별하게 만드는지에 대해 이해하도록 한다."라고 한다.
랜디 던컨 박사(만화 학자이자 헨더슨 주립 대학교의 커뮤니케이션 교수)와 매튜 J. 스미스 박사(리튼버그 대학교의 커뮤니케이션 강사)는 스파이더맨의 기원 이야기를 예로 들어 출판사가 반대하더라도 캐릭터의 성격을 구축하는 것을 선호하는 작가의 집요함으로 어떻게 캐릭터가 만들어지는지를 설명한다. "스파이더맨의 기원과 그 기원을 둘러싼 이야기 중 어느 쪽이 더 자주 이야기되는지 구분하는 것은 어렵다. 모두 운명적으로 '방사성 거미에 물리고' 얻은 '거미의 균형잡힌 힘과 민첩성'으로 자신을 찾아가는 10대 외톨이의 매력을 드러낸다." 던컨과 스미스는 어떻게 스탠 리가 "혐오 지수"를 우려한 출판사의 마틴 굿맨과의 대립에서 승리했는지 설명한다. "스파이더맨의 전체 컨셉은 많은 장르와 전통에 으레 있는 컨셉이다."라고 저자는 말했다. "[메리] 셸리의 프랑켄슈타인, 밥 케인의 배트맨, 프란츠 카프카의 메타모포 시스같은 고딕한 범죄 작품인 스파이더맨의 기원은 소외된 천재, 사랑하는 사람의 불운한 운명, 과학의 악용 또는 오용, 불쾌한 누아르 도시, 자경단의 활동, 운명적인 '억압당한 자들의 귀환' 같은 요소가 있다."

## 같이 보기
- 연속성
- 프리퀄
- 리부트
- 레트콘